# Algorytm Borůvki
Algorytm Borůvki – algorytm wyznaczający minimalne drzewo rozpinające dla grafu nieskierowanego ważonego, o ile jest on spójny. Innymi słowy, znajduje drzewo zawierające wszystkie wierzchołki grafu, którego waga jest najmniejsza możliwa. Jest to przykład algorytmu zachłannego.
Pierwszy raz opublikowany został w 1926 roku przez Otakara Borůvkę jako metoda efektywnej konstrukcji sieci energetycznych. Algorytm ten został potem ponownie wymyślony przez Choqueta w 1938 r., potem przez Florka, Łukasiewicza, Perkala, Steinhausa i Zubrzyckiego w 1951 r. i ostatecznie w latach 60. przez Sollina, od którego nazwiska często jest on nazywany „algorytmem Sollina”.

## Algorytm

Przykład działania algorytmu Borůvki

Algorytm działa poprawnie przy założeniu, że wszystkie krawędzie w grafie mają różne wagi. Jeśli tak nie jest, można np. przypisać każdej krawędzi unikatowy indeks i jeśli dojdzie do porównania dwóch krawędzi o takich samych wagach, wybrać tę, która otrzymała niższy numer.
1. Dla każdego wierzchołka {\displaystyle v} w grafie {\displaystyle G} przejrzyj zbiór incydentnych z nim krawędzi. Dołóż najlżejszą z nich do rozwiązania (zbioru {\displaystyle E'}).
2. Po tym etapie graf tymczasowego rozwiązania powinien zawierać nie więcej niż {\displaystyle {\frac {|V|}{2}}} spójnych składowych. Utwórz graf {\displaystyle G'} w którym wierzchołki stanowiące spójne składowe zostaną ze sobą „sklejone” (nowe wierzchołki będziemy nazywać roboczo superwierzchołkami).
3. Dopóki nie otrzymamy jednej spójnej składowej, wywołujemy kroki 1–2, za graf {\displaystyle G} podstawiając graf {\displaystyle G'.}

Po zakończeniu algorytmu {\displaystyle G'} jest minimalnym drzewem rozpinającym.

## Dowód poprawności

### Lemat 1
W każdym momencie działania algorytmu, oraz po jego zakończeniu w {\displaystyle E'} nie będzie cyklu.
Dowód
Załóżmy nie wprost, że podczas działania algorytmu w którymś etapie pojawiła się spójna składowa, w której jest cykl. Oznaczmy ją jako {\displaystyle S.} Rozważmy następujące sytuacje:
- {\displaystyle S} powstała przez połączenie dwóch superwierzchołków {\displaystyle v_{1}} i {\displaystyle v_{2}.} Oznacza to, że do zbioru {\displaystyle E'} zostały dołączone krawędzie {\displaystyle e_{i}} i {\displaystyle e_{j}.} Ponieważ ei została dołączona jako najlżejsza krawędź incydentna do {\displaystyle v_{1}} więc {\displaystyle C(e_{i})<C(e_{j}).} Ale skoro ej została dołączona jako najlżejsza krawędź incydentna do {\displaystyle v_{2}} to musi zachodzić {\displaystyle C(e_{j})<C(e_{i})} (Pamiętajmy, że w grafie nie ma krawędzi o takiej samej wadze) – sprzeczność.
- {\displaystyle S} powstała przez połączenie się trzech lub więcej superwierzchołków. Podzielmy powstały cykl {\displaystyle C} na następujące części: niech {\displaystyle v_{1},v_{2},v_{3},\dots ,v_{l}} będą kolejnymi superwierzchołkami należącymi do {\displaystyle C} a {\displaystyle e_{1},e_{2},\dots ,e_{l}} będą kolejnymi krawędziami należącymi do {\displaystyle C,} które zostały dodane w zakończonym właśnie etapie algorytmu. W {\displaystyle C} krawędzie {\displaystyle e_{i}} oraz superwierzchołki {\displaystyle v_{i}} występują na przemian. Z zasady działania algorytmu możemy stwierdzić, że aby powstał taki cykl, musi zachodzić {\displaystyle C(e_{1})<C(e_{2})<\dots <C(e_{l-1})<C(e_{l})<C(e_{1})} – sprzeczność.

### Lemat 2
W każdym etapie działania algorytmu otrzymujemy dla każdego superwierzchołka minimalne drzewo rozpinające
Dowód
Gdy zostanie zakończony etap 1:
Załóżmy, że istnieje taki superwierzchołek {\displaystyle V_{i},} który nie jest minimalnym drzewem rozpinającym poddrzewa złożonego z wierzchołków należących do {\displaystyle V_{i}.} Weźmy więc takie minimalne drzewo rozpinające {\displaystyle T.} Istnieje krawędź {\displaystyle e_{i}} taka, że {\displaystyle e_{i}\in E(V_{i})\land e_{i}\not \in E(T).} Dodajmy {\displaystyle e_{i}.} W {\displaystyle T} powstał cykl. Ponieważ {\displaystyle e_{i}} jest incydenta do pewnego wierzchołka z tego cyklu, istnieje więc inna krawędź {\displaystyle e'_{i}} incydentna do tego samego wierzchołka. Jednak z tego, że {\displaystyle e_{i}\in E(V_{i})} wynika, że {\displaystyle C(e_{i})<C(e'_{i}).} Jeśli usuniemy krawędź {\displaystyle e'_{i}} z {\displaystyle T} otrzymamy mniejsze drzewo rozpinające, co jest sprzeczne z założeniem o minimalności {\displaystyle T.}
Gdy zostanie zakończony etap 2:
Z poprawności etapu 1 wiemy, że istnieje takie wywołanie etapu 2, w którym każdy z superwierzchołków jest minimalnym drzewem rozpinającym. Jest to choćby pierwsze wywołanie. Załóżmy zatem, że dla pewnego wywołania tego etapu otrzymano superwierzchołki będące minimalnymi drzewami rozpinającymi, jednak scaliło przynajmniej dwa z nich w taki sposób, że dało się otrzymać mniejsze drzewo rozpinające.
Niech etap {\displaystyle k}-ty będzie pierwszym takim etapem, w którym coś się popsuło. Niech {\displaystyle E'_{1}} będzie zbiorem krawędzi przed wywołaniem etapu {\displaystyle k,} a {\displaystyle E'_{2}} będzie zbiorem krawędzi po jego wywołaniu. Niech {\displaystyle T} będzie minimalnym drzewem rozpinającym takim, że {\displaystyle V(T)=V(V_{i}),} ale że {\displaystyle E(T)\not =E(V_{i}).} Istnieje więc krawędź {\displaystyle e_{i}\in E(V_{i})\land e_{i}\not \in E(T)}
Fakt: Krawędź {\displaystyle e_{i}} została dodana podczas {\displaystyle k}-tego wywołania. (Nie może należeć do {\displaystyle E'_{1},} gdyż inaczej superwierzchołek do którego by należała nie byłby minimalnym drzewem rozpinającym, co jest sprzeczne z dowodem dla pierwszego etapu i założeniem, że wywołanie {\displaystyle k}-te jest najmniejszym wywołaniem, które zwróciło nieoptymalne drzewa)
Dodajmy krawędź {\displaystyle e_{i}} do {\displaystyle E(T).} W {\displaystyle T} powstał cykl. Ponieważ {\displaystyle e_{i}} jest najmniejszą krawędzią incydentną do pewnego superwierzchołka z tego cyklu, istnieje więc inna krawędź incydenta do tego samego superwierzchołka. Jednak jej waga jest większa niż waga krawędzi {\displaystyle e_{i},} zatem zastąpienie jej krawędzią {\displaystyle e_{i}} da nam mniejsze drzewo rozpinające co jest sprzeczne z założeniem o optymalności {\displaystyle T.}

## Złożoność obliczeniowa
Można udowodnić, że każdym kolejnym wywołaniu liczba wierzchołków zmaleje co najmniej dwukrotnie – zatem wywołań tych będzie co najwyżej {\displaystyle \log V.} Złożoność obliczeniowa całości zależy więc od sposobu implementacji kroków 1, 2 algorytmu. Zastosowanie w implementacji struktury zbiorów rozłącznych pozwala osiągnąć złożoność na poziomie {\displaystyle O(E\log V).} Można zmodyfikować go tak, aby osiągnąć złożoność {\displaystyle O(E\log V-V)} – algorytm działa wtedy znacznie szybciej dla grafów rzadkich; dla grafów gęstych modyfikacja nie daje dużych zysków czasowych.